# Tumbes (região)
Tumbes é uma das 25 regiões do Peru, sua capital é a cidade de Tumbes.
Está localizado no extremo noroeste do pais, fazendo fronteira a norte e oeste com o Golfo de Guaiaquil (Oceano Pacífico), ao leste com o Equador, e ao sul com Piura. Têm 4669,80 km² e é o departamento menos extenso do pais.
O departamento engloba a estreita planície próxima ao litoral ao oeste e os cerros de Amotape ao norte, dominado pela floresta seca equatorial e os mangues do golfo de Guaiaquil e florestas tropicais do norte. Pelo seu clima tropical y variedade de atmosferas, possui atrativos turísticos como as praias de Punta Sal, Puerto Pizarro e Zorritos assím como as áreas potegidas do Santuario Nacional Os Mangues de Tumbes, o Parque Nacional Cerros de Amotape e a Reserva Nacional de Tumbes que juntos constituem a Reserva do Biosfera do Noroeste Amotape-Mangues.

## Historia

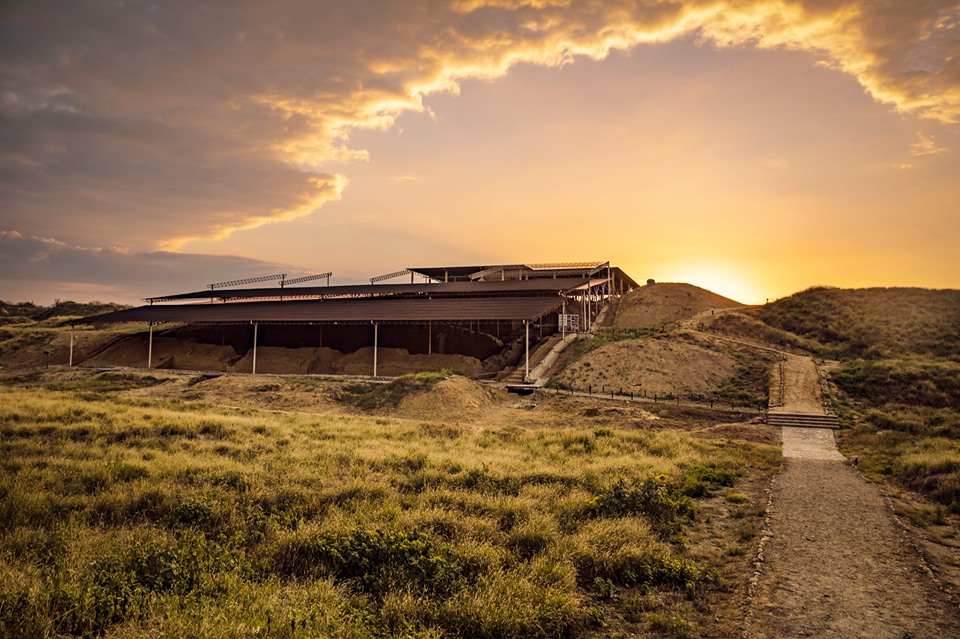
Cabeza de Vaca.

O lugar onde hoje fica o departamento de Tumbes, nos tempos preincaicos esteve morado por grandes etnias de agricultores, caçadores e comerciantes. Entre estes grupos humanos, destacou-se a cultura Tumpis. Seus povoadores chegaram a ser os maiores navegadores da costa peruana. Alem disso, destacaram-se pelos seus trabalhos de talhados de conchas da especie Spondyllus pictorum.
Subseqüentemente, a zona esteve incorporada na Cultura chimu. Durante o Imperio inca, e especialmente durante o governo do inca Pachacuti, os cusquenhos estenderam seus dominios até Tumbes. No 1532, chegaram ao Peru, através do "porto A Lenha", os primeiros espanhois baixo o mando de Francisco Pizarro.
Nessas terras deu-se o primeiro encontro entre a cultura occidental e o Imperio Inca, marcado por uma profunda resistência por parte dos indígenas no combate dos Mangues. Antes de sair, Pizarro colouco uma cruz na praia que hoje é conhecida como "A Cruz".
A independência de Tumbes foi declarada no 7 de janeiro de 1821. O espírito combativo e patriota dos tumbesinos foi visto durante o Guerra peruano-equatoriana no 1941. Tumbes foi declarado como "departamento" como reconhecimento a seu apoio às Forzas Armadas Peruanas contra os equatorianos. Depois da batalha de Zarumilla (julho de 1941), o conflito foi resolvido com a assinatura do Acta de Talara e o Protocolo do Rio de Janeiro que pôs fim à guerra.

## Divisão administrativa
O departamento de Tumbes têm uma superfície total de 4669,20 km2 e uma população de 240,590 moradores e divide-se em três províncias e 13 distritos.

Mapa conceptual do departamento de Tumbes

| Organização territorial de Tumbes | Organização territorial de Tumbes | Organização territorial de Tumbes | Organização territorial de Tumbes | Organização territorial de Tumbes | Organização territorial de Tumbes | Organização territorial de Tumbes | Organização territorial de Tumbes |
| UBIGEO                            | Província                         | Capital                           | Superfície km²                    | Populacão (2016)                  | Criação                           | Altitude msnm                     | Distritos                         |
| --------------------------------- | --------------------------------- | --------------------------------- | --------------------------------- | --------------------------------- | --------------------------------- | --------------------------------- | --------------------------------- |
| 2401                              | Tumbes                            | Tumbes                            | 1800.35                           | 166 150                           | 1821                              | 23                                | 1 Tumbes                          |
| 2401                              | Tumbes                            | Tumbes                            | 1800.35                           | 166 150                           | 1821                              | 23                                | 2 Corrales                        |
| 2401                              | Tumbes                            | Tumbes                            | 1800.35                           | 166 150                           | 1821                              | 23                                | 3 La Cruz                         |
| 2401                              | Tumbes                            | Tumbes                            | 1800.35                           | 166 150                           | 1821                              | 23                                | 4 Pampas de Hospital              |
| 2401                              | Tumbes                            | Tumbes                            | 1800.35                           | 166 150                           | 1821                              | 23                                | 5 San Jacinto                     |
| 2401                              | Tumbes                            | Tumbes                            | 1800.35                           | 166 150                           | 1821                              | 23                                | 6 San Juan de la Virgen           |
| 2402                              | Zarumilla                         | Zarumilla                         | 745.13                            | 20 128                            | 1942                              | 5                                 | 1 Zarumilla                       |
| 2402                              | Zarumilla                         | Zarumilla                         | 745.13                            | 20 128                            | 1942                              | 5                                 | 2 Aguas Verdes                    |
| 2402                              | Zarumilla                         | Zarumilla                         | 745.13                            | 20 128                            | 1942                              | 5                                 | 3 Papayal                         |
| 2402                              | Zarumilla                         | Zarumilla                         | 745.13                            | 20 128                            | 1942                              | 5                                 | 4 Matapalo                        |
| 2403                              | Contralmirante Villar             | Zorritos                          | 2123.20                           | 54 312                            | 1942                              | 14                                | 1 Zorritos                        |
| 2403                              | Contralmirante Villar             | Zorritos                          | 2123.20                           | 54 312                            | 1942                              | 14                                | 2 Casitas                         |
| 2403                              | Contralmirante Villar             | Zorritos                          | 2123.20                           | 54 312                            | 1942                              | 14                                | 3 Canoas de Punta Sal             |

## Economia
Tumbes têm uma estrutura produtiva de tipo primario-exportador, baseada na agricultura intensiva que aproveita todas as terras úmidas o de regadio. O principal cultivo, e aquele que proporciona uma maior rentabilidade é o milho. Também estão muito estendidos o tabaco, arroz, algodão, banana, batata e as frutas. Durante muitos anos, Tumbes foi o principal abastecedor de tabaco para o mercado nacional até que viu-se superado por alguns departamentos do amazônia. Embora, ainda segue proporcionando quase dois terços da colheita peruana de tabaco destinado maiormente a exportação.
A agricultura complementa-se com outras atividades do setor primario como a pesca e a explotação forestal. O mar territorial de Tumbes e a zona dos esteros contam com uma grão cantidade de crustáceos, moluscos, cefalópodes e peixes. Eles fazem da pesca en Tumbes uma actividade dinâmica e rentável. Das florestas se obtém principalmente carvão de bastão que é considerado o melhor do Peru. Também têm gado bovino e caprino.
Em toda a zona costeira existem depósitos de petróleo e em Zorritos funciona um complexo dedicado basicamente a trabalhos de refinado. Seus principais recursos mineiros são o petróleo e o gás. Alem disso possui depósitos de minerais não metálicos como o carvão, bentonita, sal, gesso e alume.
Os atrativos turísticos de Tumbes são naturais e históricos. O complexo arquitetônico Cabeza de Vaca compete com o Santuario Nacional Manglares de Tumbes e o parque nacional Cerros de Amotape, dois belos espácios protegidos. Embora o departamento conta com diversas reservas naturais, não todas são usadas adequadamente por o que seu desempenho econômico não tem logrado satisfazer as expectativas. Tumbes é a oitava economia do pais e não tem um crescimento sustentavel ainda que se dedica à exportação e à indústria energética e tem uma crescente industria turística e hoteleira.

## Atrativos turísticos
O maior atrativo da zona são suas praias onde se pode praticar esportes aquáticos. Ao norte da cidade de Tumbes, estão as praias de Puerto Pizarro com suas ilhas do Amor, Correa, Hueso Ballena e dos Pássaros. Ao sul estão as praias Caleta La Cruz, Puerto Loco, Santa Rosa, Acapulco e Zorritos que conta com um porto para receber iates. Mais ao sul ficam as praias Bocapán, Cancas y Punta Sal. Esta última possui uma boa infra-estrutura hoteleira e é uma das praias mais atrativas do Peru.
Mais, seus principais atrativos sao o Santuario Nacional Manglares de Tumbes e o parque nacional Cerros de Amotape, ambos formam a Reserva de Biosfera de Tumbes, reconhecida pela UNESCO.

## Cultura

### Gastronomía
Os ceviches de peixe sao os principais pratos da gastronomía tumbesina ainda também os ceviches de conchas pretas. 

### Folclore
O folclore tumbesino têm a Dança da Pava que é uma especie de tondero em ritmo da valsa peruana. Também são populares as cumananas e o "sanjuanito".